# 西班牙語學院協會
西班牙語學院協會（西班牙語：Asociación de Academias de la Lengua Española, ASALE）是一個致力於統一與發展西班牙语的組織， 於1951年在墨西哥創建，該協會出版有關西班牙語的參考書和西班牙文学的相關作品。

## 歷史
1951年，墨西哥總統米格爾·阿雷曼·巴爾德斯為了維護西班牙語的完整性並促進其之發展而在墨西哥召開学术会议。該會議於1951年4月23日至5月6日舉行，並決定成立西班牙語學院協會及其常設委員會。西班牙皇家學院沒有出席該次學術會議，但參加了常設委員會。2000年，西班牙語學院協會獲得阿斯图里亚斯亲王奖。 